# Nørreport (højhus)
 For alternative betydninger, se Nørreport. (Se også artikler, som begynder med Nørreport)
Nørreport er et højhus med en tilhørende sidebygning, der ligger på hjørnet af Nørre Voldgade og Frederiksborggade i Indre By i København. Højhuset ligger udfor Nørreport Station, der er opkaldt efter byporten Nørreport, der lå omtrent hvor gadekrydset nu er.
Højhuset er på 12 etager, hvortil kommer sidebygningen med fem etager og en kolonnade i stueetagen langs med Frederiksborggade. Komplekset er opført i beton efter tegninger af Ole Hagen og stod færdig i 1958. Tidligere havde der ligget forskellige etageejendomme på stedet. Her er det værd at nævne Nørre Voldgade 17, der fra 1935 til 1955 husede restauranten Buriis, der var en af de sidste med hvide duge, viftepalmer og tjenere i smoking. De måtte imidlertid vige for højhuset, der af dagbladet Politiken blev omtalt som en isbryder for moderniseringen af bydelen. Udviklingen kom imidlertid snart til at gå en anden vej, og højhuset endte som en enlig svale.
Mens højhuset stadig var forholdsvist nyt medvirkede det i spillefilmene Selvmordsskolen fra 1964 og Pigen og millionæren fra 1965. I sidstnævnte film bor Dirch Passer i rollen som direktør Jens Møller i en penthouselejlighed, der angiveligt lå øverst på højhuset. I virkeligheden var lejligheden en kulisse, der var opbygget i Risby Studierne nær Albertslund. Den kostede 50.000 kr., hvilket var den hidtil dyreste kulisse til en dansk film dengang.
Kolonaden i sidebygningen blev etableret i 1996, for at fodgængere fortsat kunne passere, mens Frederiksborggade blev gravet op ud for bygningen i forbindelse med etableringen af en metrostation i tilknytning til Nørreport Station i 1997-2002.
I dag (2020) ligger der en Emmerys-café i højhusets stueetage og et Fakta-supermarked i sidebygningen. Derudover har en lang række virksomheder adresse i komplekset, der ejes af ATP Ejendomme, enkelte etager fungerer dog som kontorhotel. Firmaet Regus, der står for udlejning af de to etager med kontorhotel, betegner det som en af de mest eftertragtede lokaliteter med Nørreport Station, Indre Bys gågader og Torvehallerne på Israels Plads i gangafstand fra hovedindgangen på Frederiksborggade 15.